# Le Noirmont
Ne doit pas être confondu avec Le Noirmont (montagne).
Pour les articles homonymes, voir Noirmont (homonymie).
 (septembre 2022).
Si vous disposez d'ouvrages ou d'articles de référence ou si vous connaissez des sites web de qualité traitant du thème abordé ici, merci de compléter l'article en donnant les références utiles à sa vérifiabilité et en les liant à la section « Notes et références ».
Le Noirmont (ancien nom allemand : Schwarzenberg) est une commune suisse du canton du Jura, située dans le district des Franches-Montagnes.

## Géographie

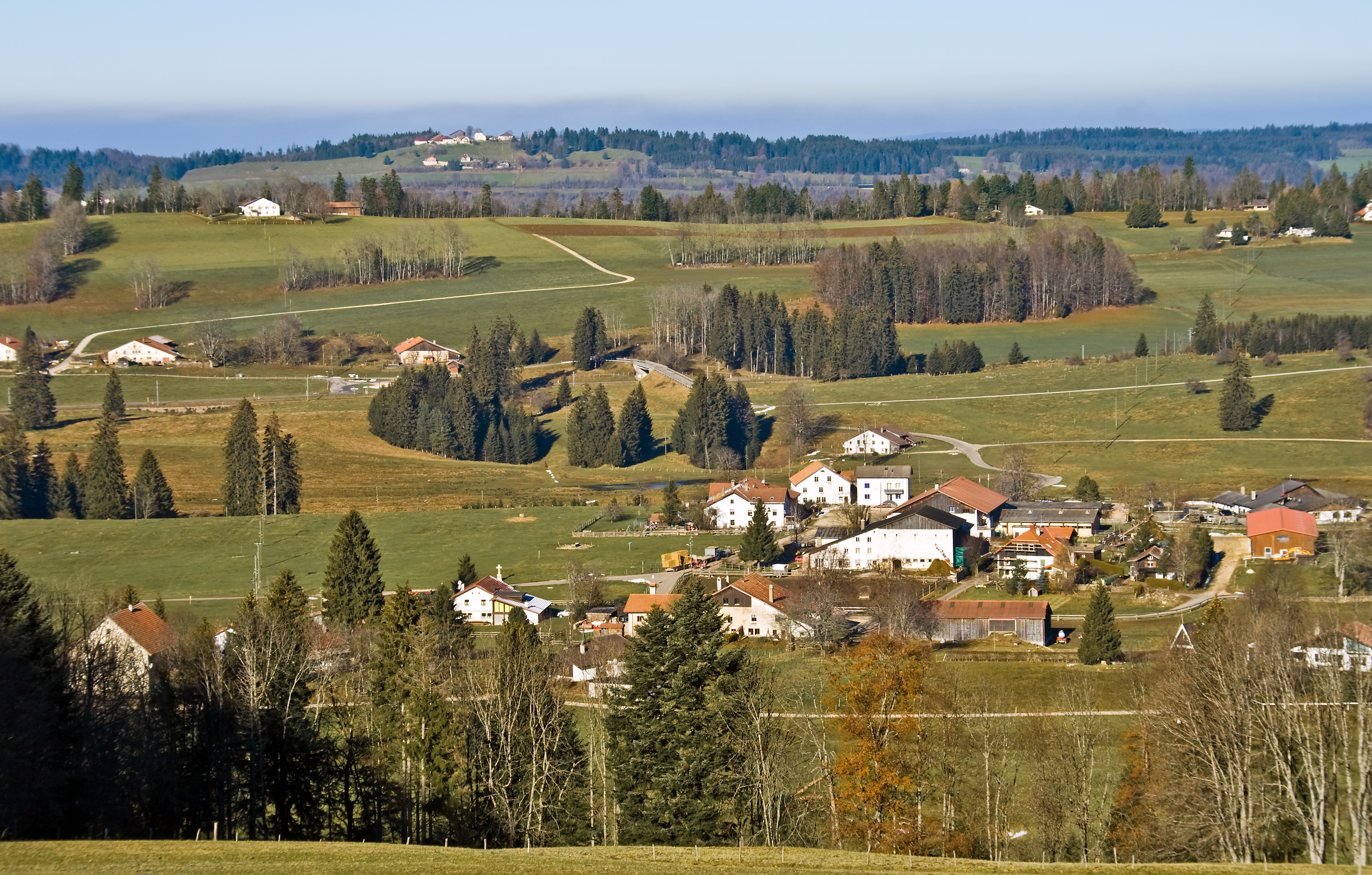
Le hameau du Peu-Péquigniot.

Photo aérienne du Noirmont (1955).

La commune du Noirmont se trouve à 5 km à vol d’oiseau au sud-ouest de Saignelégier. Elle comprend les hameaux du Peu-Péquignot, du Creux-des-Biches et des Barrières. Elle s’étend sur le plateau des Franches-Montagnes et descend jusqu’au fond de la vallée du Doubs.
La crête rocheuse des Sommêtres (1 079 mètres d’altitude), où se dressent les ruines du manoir de Spiegelberg, surplombe la vallée du Doubs.

## Histoire
Le nom du Noirmont est mentionné pour la première fois en 1397. L’origine du lieu remonte au règne d’Imier de Ramstein, prince-évêque de Bâle qui, en 1384, décida d’exempter d’impôt les défricheurs de nouvelles terres.
De 1793 à 1815, Le Noirmont a appartenu à la France, dans le département du Mont-Terrible, puis dans celui du Haut-Rhin. À la suite d'une décision du congrès de Vienne, en 1815, la commune a été attribuée au canton de Berne, comme toutes celles du district des Franches-Montagnes.
Le 29 octobre 1944 fut une tragique journée pour le village, la gare fut bombardée. Plusieurs maisons étaient en flammes. Les habitants de ces fermes — cinq ou six familles — sortaient de la messe et accouraient sur place. « Quelques jours après cette tragédie, des rumeurs circulaient. Elles disaient que le wagon mitraillé était destiné à l’Allemagne et qu’il venait de la Dixi, au Locle, fabrique de munitions. »
Depuis le 1er janvier 1979, Le Noirmont fait partie du canton du Jura.

## Population

### Gentilé et surnoms
Les habitants de la commune se nomment les Noirmontains. Ils sont surnommés les Poiliers (soit les marchands de poix, produite à partir de la résine des sapins) et les Porte-Pelisse.
Les habitants du hameau des Barrières sont surnommés les Chats.

### Démographie

#### Évolution de la population
Le Noirmont compte 1 902 habitants au 31 décembre 2022 pour une densité de population de 93 hab/km2. Sur la période 2010-2019, sa population a augmenté de 13,2 % (canton : 5,1 % ; Suisse : 9,4 %).  

#### Pyramide des âges
En 2020, le taux de personnes de moins de 30 ans s'élève à 34,6 %, au-dessus de la valeur cantonale (33 %). Le taux de personnes de plus de 60 ans est quant à lui de 23,1 %, alors qu'il est de 28,1 % au niveau cantonal.
La même année, la commune compte 932 hommes pour 982 femmes, soit un taux de 48,7 % d'hommes, inférieur à celui du canton (49,5 %).
| Hommes | Classe d’âge | Femmes |
| ------ | ------------ | ------ |
| 0,4    | 90 ans ou +  | 1,3    |
| 7,2    | 75 à 89 ans  | 6,9    |
| 15,0   | 60 à 74 ans  | 15,4   |
| 21,9   | 45 à 59 ans  | 21,6   |
| 21,1   | 30 à 44 ans  | 19,9   |
| 18,3   | 15 à 29 ans  | 18,8   |
| 16,0   | - de 14 ans  | 16,1   |

| Hommes | Classe d’âge | Femmes |
| ------ | ------------ | ------ |
| 0,7    | 90 ans ou +  | 1,7    |
| 7,8    | 75 à 89 ans  | 10,1   |
| 17,7   | 60 à 74 ans  | 18,1   |
| 21,1   | 45 à 59 ans  | 21,4   |
| 18,1   | 30 à 44 ans  | 17,3   |
| 18,9   | 15 à 29 ans  | 16,9   |
| 15,7   | - de 14 ans  | 14,5   |

## Économie
L’agriculture demeure très présente au Noirmont avec l’élevage de chevaux et la production laitière, cette dernière étant essentiellement destinée à la fabrication de la Tête de Moine.
Durant la deuxième partie du XIXe siècle, Le Noirmont a vu apparaître l’horlogerie, qui fut longtemps la plus importante activité industrielle de la commune. Aujourd’hui, de grandes entreprises de ce secteur y ont encore leurs ateliers : Paul Picot, montres Louis Erard et Aéro Watch. En lien avec l'industrie horlogère, Le Noirmont compte également des entreprises dans les secteurs de l'habillement horloger, du décolletage et de l'étampage, de la mécanique et de la micromécanique, de la plasturgie et de l'injection ainsi que dans le polissage et la galvano. Le secteur est renforcé depuis peu par Garinaud, une société d'ingénieurs en créations et développements de mouvements et complications horlogers. 
Le tissu économique compte également d'autres industries comme l'informatique, ainsi que le médical et l'appareillage.
Le site de La Goule abrite une usine électrique, propriétaire de la société électrique éponyme.
L’ancienne villa Roc-Montès héberge la clinique Le Noirmont, centre de réadaptation cardio-vasculaire.
Le village compte également de nombreux commerces et artisans, ainsi que des hôtels, restaurants et cafés, un cinéma et un camping au Creux-des-Biches.

## Transports
Chemins de fer du Jura :
- Ligne La Chaux-de-Fonds – Le Noirmont – Glovelier
- Ligne Le Noirmont – Tramelan – Tavannes

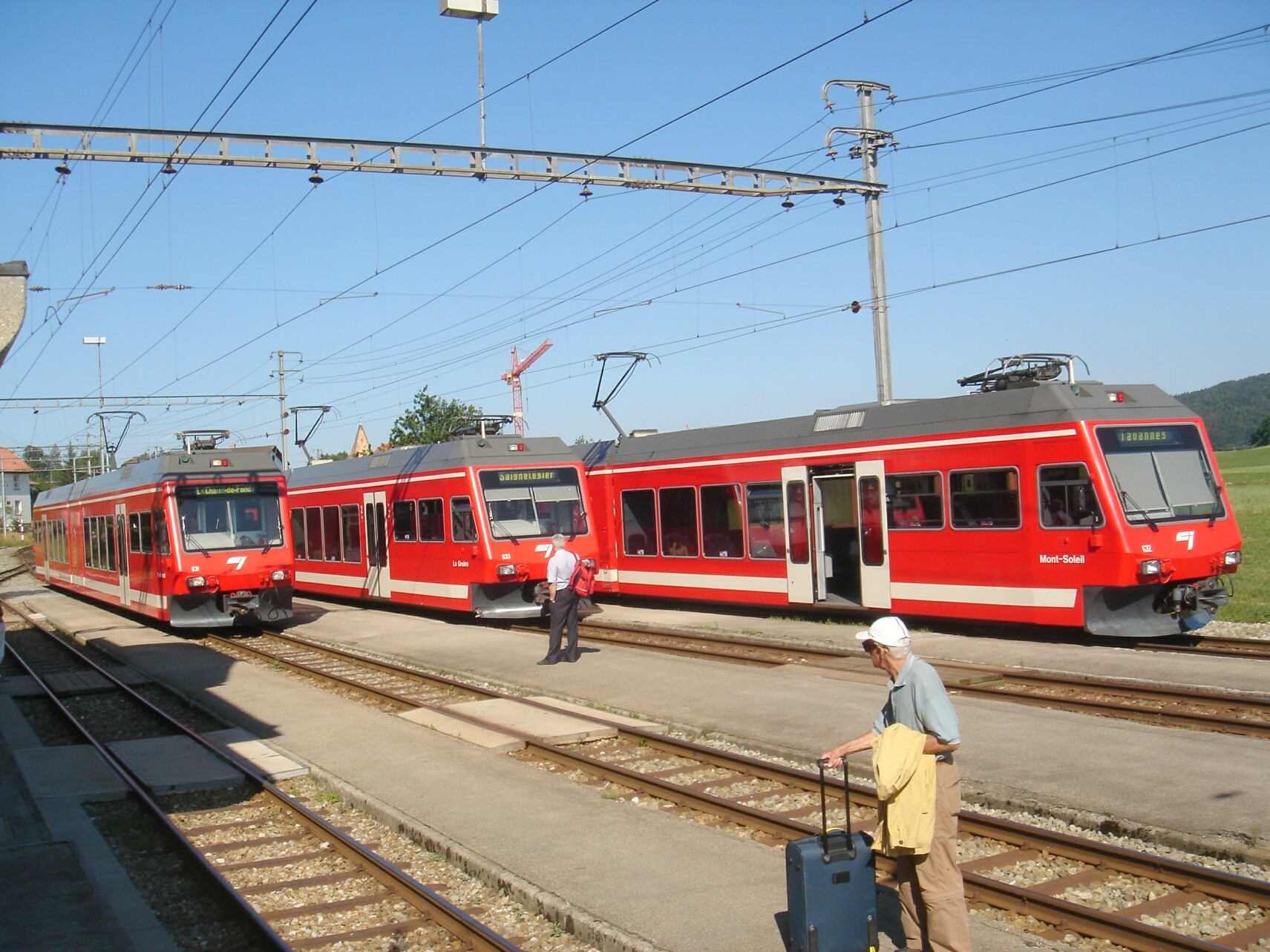
Trains au départ du Noirmont.

## Manifestations
- Carnaval
- Baitchai
- Fête des vacances
- Brevet VTT Franc-Montagnard
- Les 4 foulées
- Festival du Chant du Gros

## Curiosités
- Ancienne église Saint-Hubert
- Calvaire de Baergetzi
- Tourbières des Barrières
- Pâturages boisés du Peu-Péquignot et des Barrières
- Lac et barrage de La Goule
- Rochers des Sommêtres
- Musée de la boîte de montres.

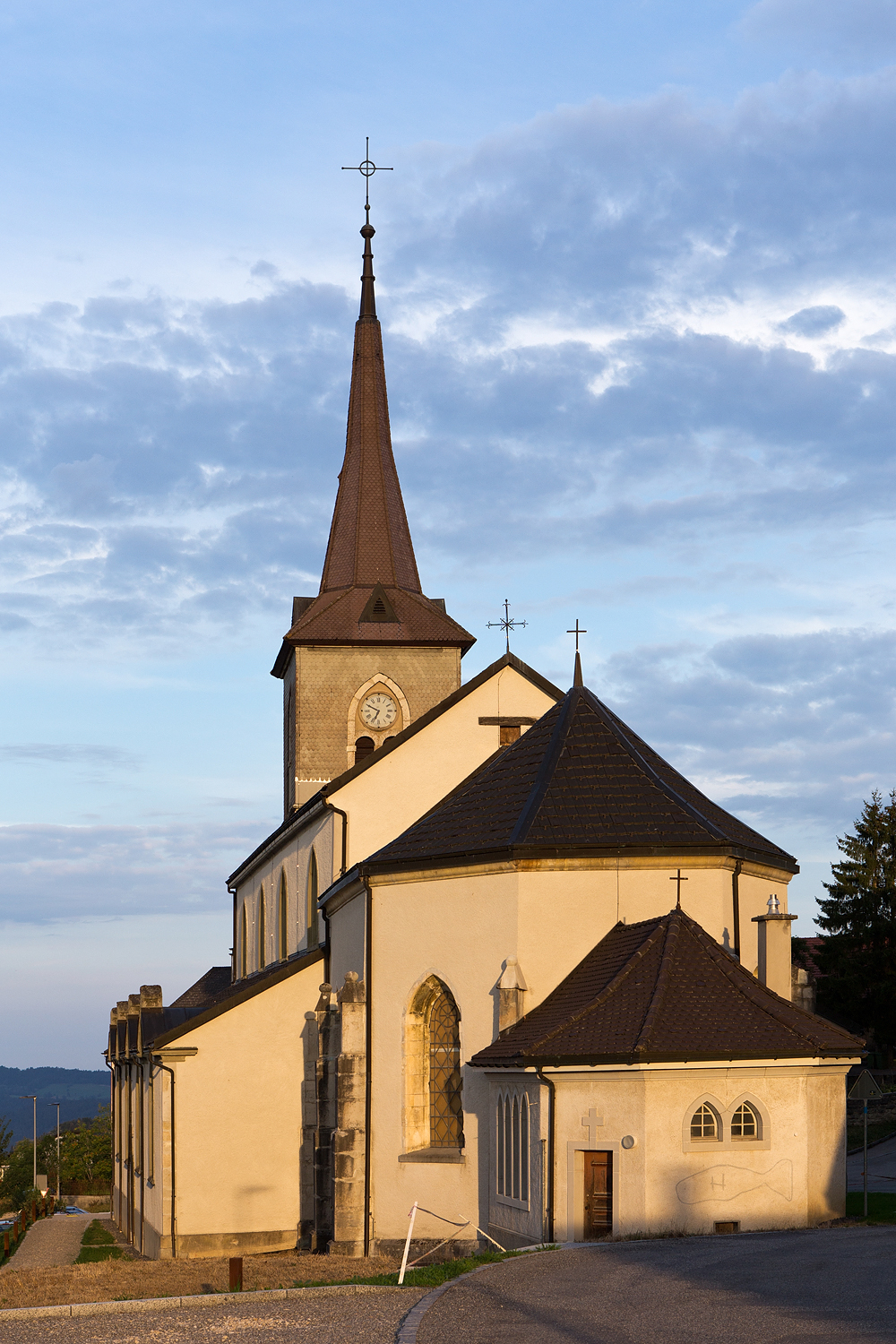
Église Saint-Hubert.
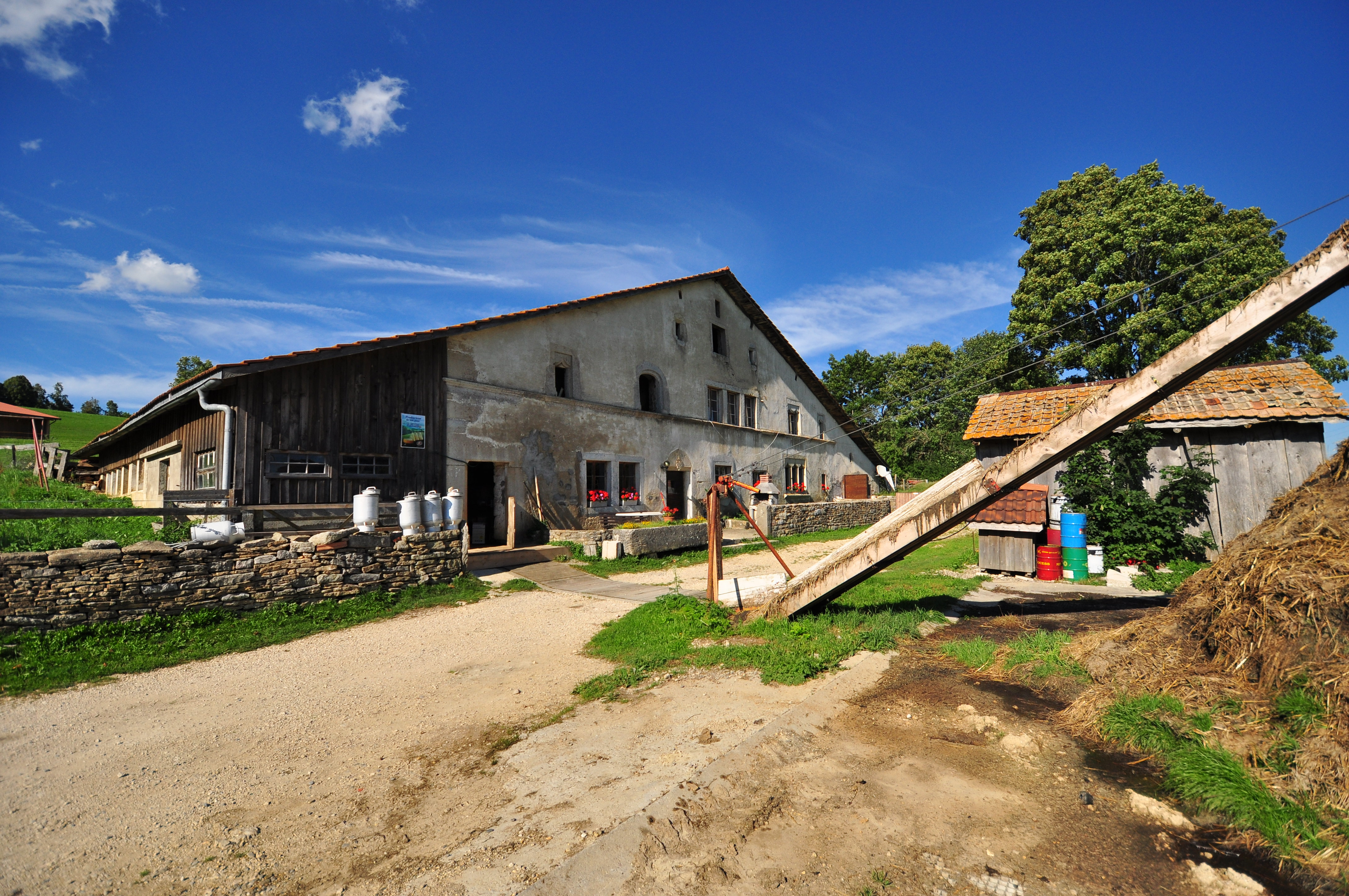
Ferme aux Esserts. Elle fait partie des biens culturels d'importance nationale dans le canton du Jura.
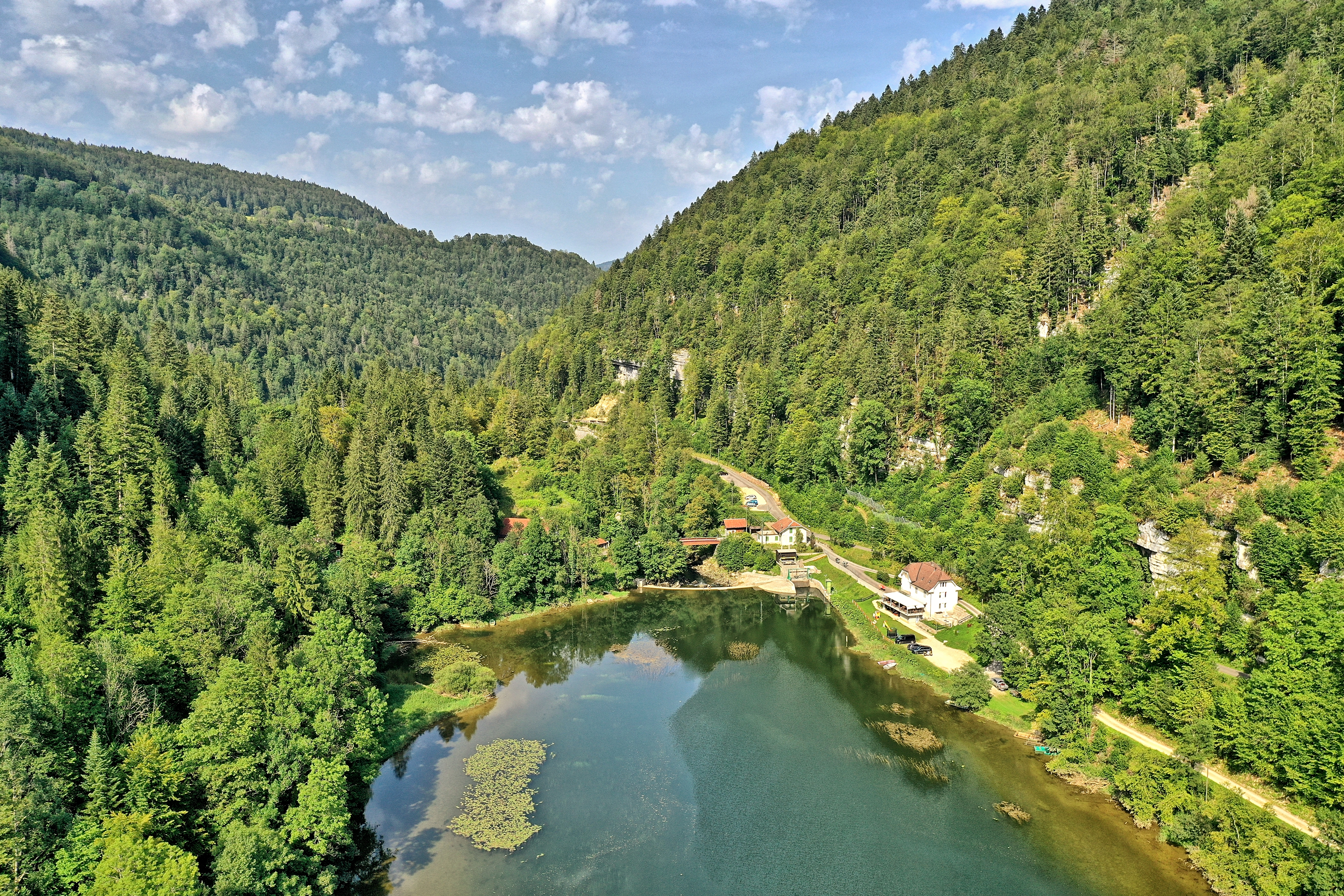
Le barrage de la Goule et sa retenue.